# Dagnė Čiukšytė
Dagnė Čiukšytė (ur. 1 stycznia 1977 w Poniewieżu) – litewska szachistka, reprezentantka Anglii od 2007, arcymistrzyni od 2002, posiadaczka męskiego tytułu mistrza międzynarodowego od 2006 roku.

## Kariera szachowa
Po rozpadzie Związku Radzieckiego należała do ścisłej czołówki litewskich szachistek. W latach 1994–2006 pięciokrotnie wystąpiła na szachowych olimpiadach, była również trzykrotną reprezentantką kraju (pomiędzy 1997 a 2005 r., za każdym razem na I szachownicy) na drużynowych mistrzostwach Europy, w 2005 r. zdobywając złoty medal za wynik indywidualny. Po zmianie obywatelstwa reprezentowała Anglię na drużynowych mistrzostwach Europy (2007) oraz na olimpiadzie (2008).
W latach 1992–1997 pięciokrotnie startowała na mistrzostwach świata oraz Europy juniorek w różnych kategoriach wiekowych (najlepszy wynik: VIII m. w MŚ do 20 lat, Żagań 1997). Trzykrotnie (1994, 1996, 2003) zdobyła tytuły indywidualnej mistrzyni Litwy. Była również uczestniczką rozgrywek o mistrzostwo świata kobiet, w 1995 r. zajęła odległe miejsce w turnieju międzystrefowym, rozegranym w Kiszyniowie, natomiast w 2001 r. zakwalifikowała się do pucharowego turnieju o MŚ w Moskwie, w dwóch pierwszych rundach eliminując Ketevan Arachamię i Xu Yuanyuan. W III rundzie tych mistrzostw przegrała jednak z Mają Cziburdanidze i odpadła z dalszej rywalizacji.
Normy na tytuł mistrza międzynarodowego wypełniła w Schwäbisch Gmünd (2003, dz. I m. wspólnie z Władimirem Burmakinem, Aloyzasem Kveinysem, Viestursem Meijersem i Gerhardem Scheblerem), Grazu (2003) oraz Göteborgu (2005, DME).
Do innych jej sukcesów w turniejach międzynarodowych należą m.in.: dz. III m. w Wiśle (1995, za Ingūną Erneste i Natalią Żukową, wspólnie z m.in. Martą Lityńską i Andą Šafranską), dz. I m. we Frýdku-Místku (1996, wspólnie z Olgą Stiażkiną),  dz. II m. w Płungianach (2000, za Vytautasem Slapikasem, wspólnie z m.in. Vaidasem Sakalauskasem) oraz dz. I m. w Londynie (2011, turniej London Chess Classic, wspólnie z Gülyschan Nachbajewą).
Najwyższy ranking w dotychczasowej karierze osiągnęła 1 stycznia 2007 r., z wynikiem 2450 punktów zajmowała wówczas 30. miejsce na światowej liście FIDE.